# هانس فرانک
هانس فرانک (به آلمانی: Hans Frank) (۲۳ مه ۱۹۰۰ – ۱۶ اکتبر ۱۹۴۶) وکیل و سیاست‌مدار آلمانی بود که مدتی وکالت خصوصی آدولف هیتلر را بر عهده داشت. او از ۲۶ اکتبر ۱۹۳۹ تا ژانویه ۱۹۴۵ فرماندار دولت عمومی بود. وی در دادگاه نورنبرگ به اتهام مرگ سه میلیون یهودی در اردوگاه‌های مرگ لهستان به مرگ محکوم شد.

## اوایل زندگی
به عنوان فرزند دوم از سه فرزند کارل فرانک وکیل و همسرش ماگدالنا، در کارلسروهه به دنیا آمد. در ۱۷ سالگی به نیروی زمینی امپراتوری آلمان پیوست. پس از جنگ به جنبش‌های پوپولیستی گرایش پیدا کرد. به فرای‌کور ملحق شد و در ساقط‍ سازی جمهوری جدید خودخوانده در بایرن شرکت داشت. سال ۱۹۱۹ به حزب کارگران آلمان پیوست. ماه سپتامبر سال ۱۹۲۳ به اس‌آ و ماه اکتبر همان سال به حزب ناسیونال سوسیالیست کارگران آلمان پیوست. ماه نوامبر همان سال در کودتای مونیخ شرکت کرد. پس از شکست کودتا، به اتریش گریخت و یک سال بعد به مونشن بازگشت.
وی حقوق خوانده بود و به همین دلیل مشاور حقوقی شخصی آدولف هیتلر شد. در جریان دست‌یابی نازی‌ها به قدرت، فرانک به عنوان وکیل حزب انتخاب شد. به نمایندگی از حزب در بیش از ۲٬۴۰۰ پرونده شرکت داشت و بیش از ۱۰٬۰۰۰ دلار خرج کرد. این سمت گاهی باعث ایجاد درگیری میان وی و دیگر وکیلان می‌شد. سال ۱۹۳۰ به عنوان نماینده مردم به رایشستاگ راه یافت و سال ۱۹۳۳ به عنوان وزیر دادگستری بایرن منصوب گشت. همان سال به عنوان رئیس انجمن حقوق‌دانان ناسیونال سوسیالیست و رئیس آکادمی حقوق آلمان نیز برگزیده شد. وی به کشتارهای فراقضایی اعتراض می‌کرد زیرا معتقد بود این کار قدرت سیستم قضایی را تضعیف می‌کند. از سال ۱۹۳۴ به عنوان وزیر فاقد مقام در کابینه هیتلر حضور داشت.

## جنگ جهانی دوم

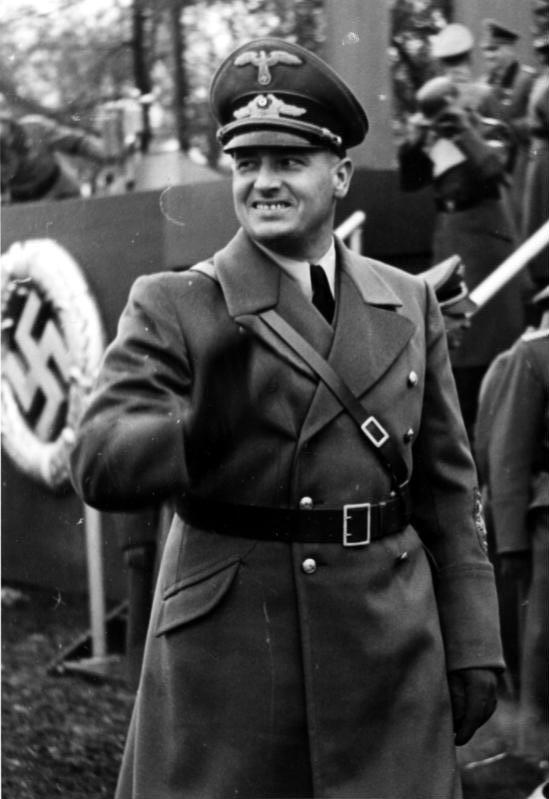
فرانک در مقام فرماندار دولت عمومی

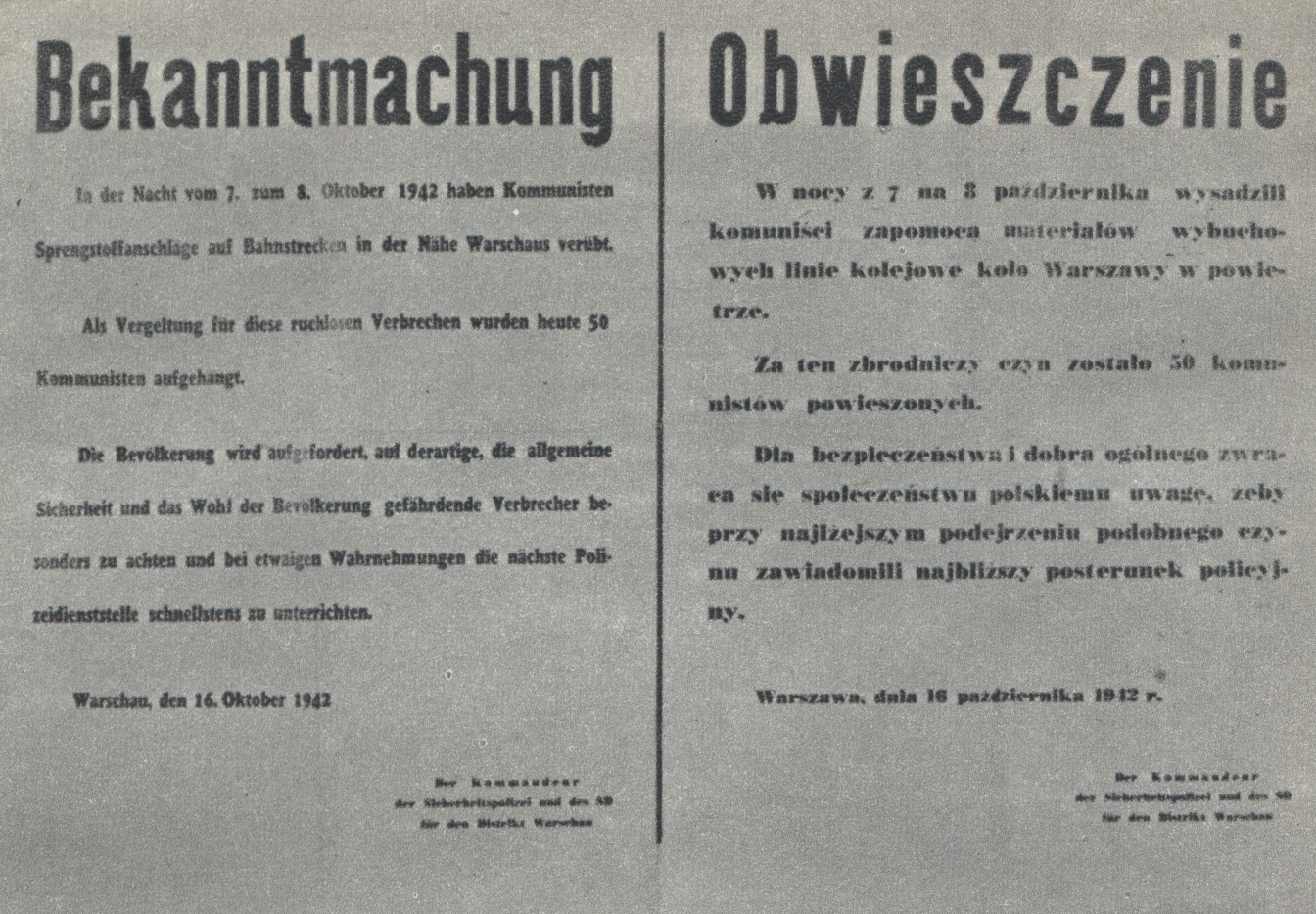
اعلامیه خبر اعدام ۵۰ شهروند لهستانی به تلافی انفجار در خطوط راه‌آهن نزدیک ورشو

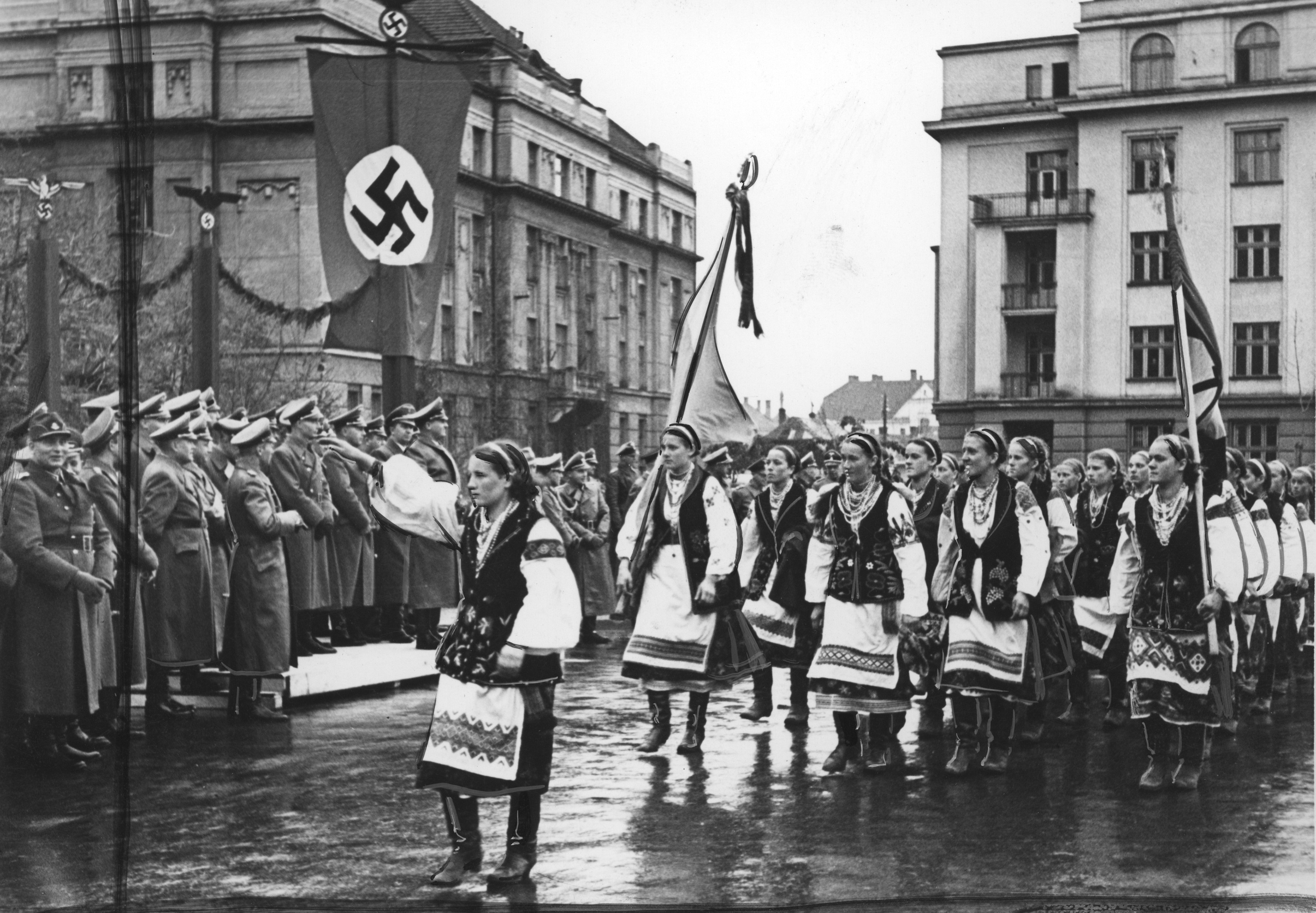
فرانک در بازدید از رژه ملی‌گرایان اوکراینی در خیابان‌های شهر ایوانو-فرانکیفسک در اکتبر ۱۹۴۱

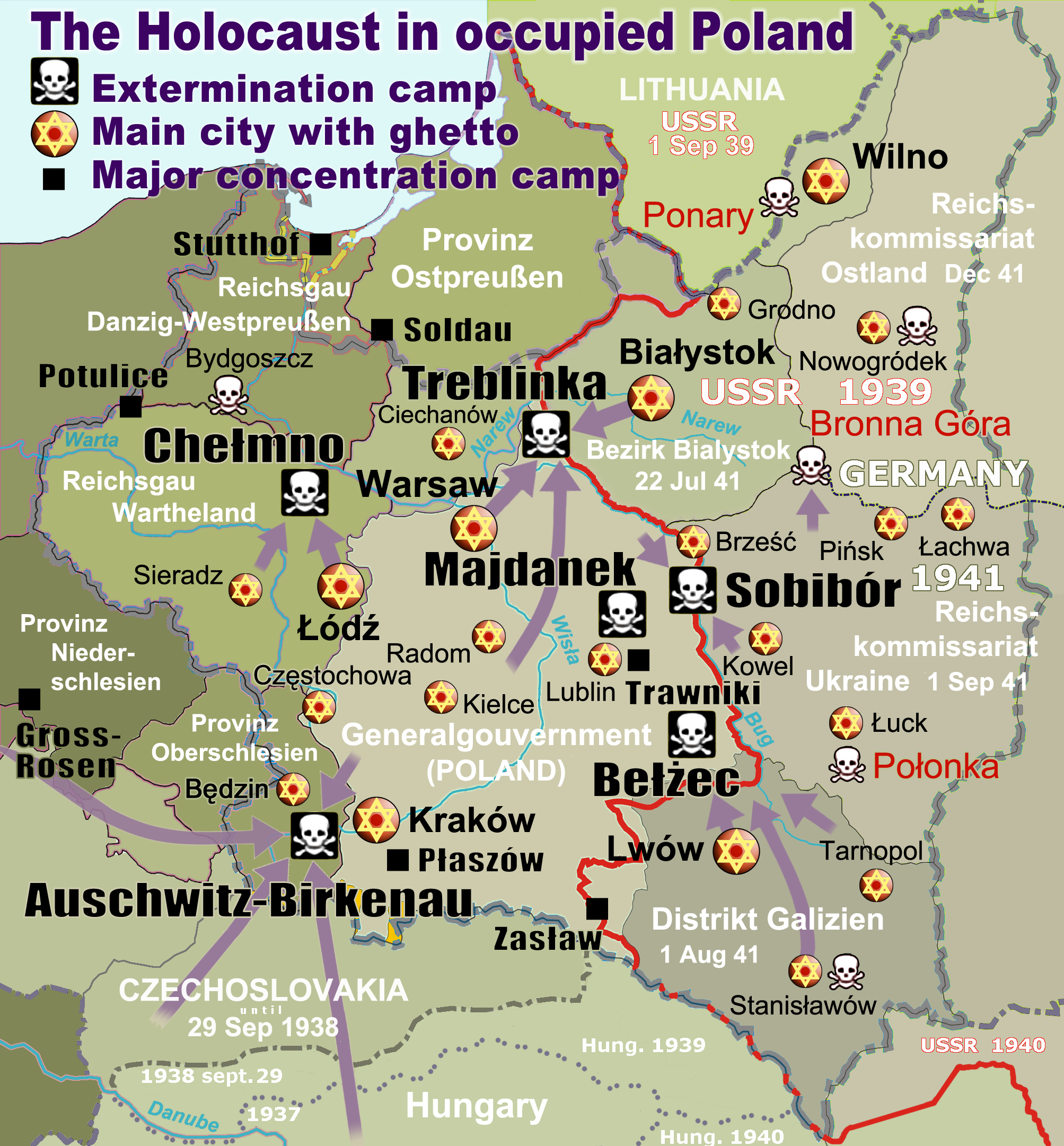
اردوگاه‌های مرگ نازی‌ها در لهستان اشغالی با نشان جمجمه‌های سیاه و سفید مشخص شده‌اند

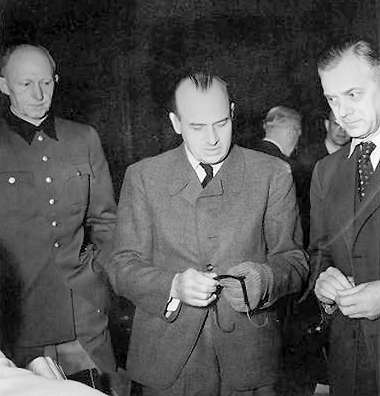
فرانک (نفر وسط) پس از دستگیری و در دادگاه نورنبرگ در کنار آلفرد یودل (چپ) و آلفرد روزنبرگ (راست)

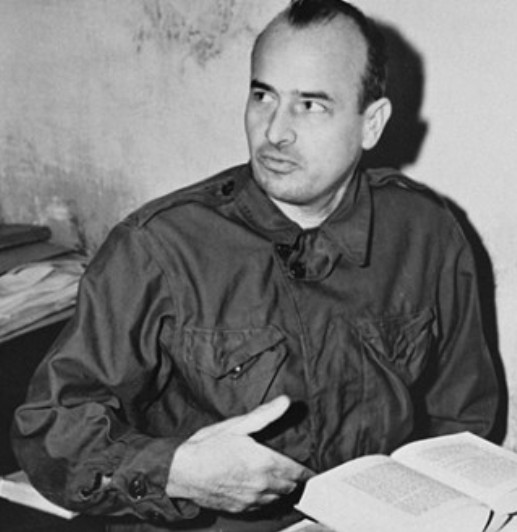
فرانک در سلول زندان

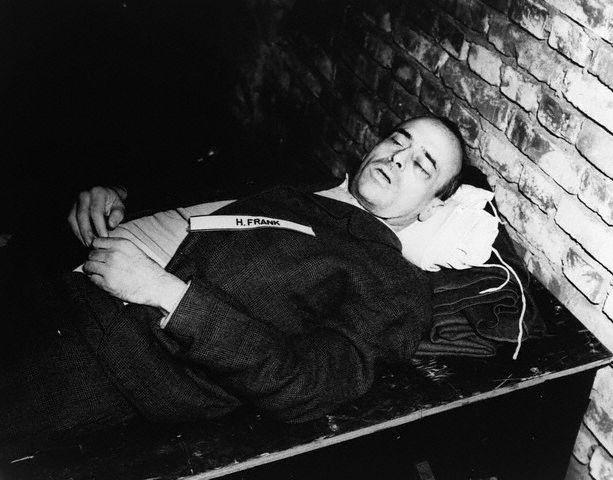
جنازه فرانک پس از اعدام

وی با آغاز جنگ جهانی دوم در ماه سپتامبر سال ۱۹۳۹، سمتی در ستاد گروه ارتش جنوب ورماخت دریافت کرد. روز ۲۶ اکتبر و پس از سلطه بر لهستان، به عنوان فرماندار دولت عمومی منصوب شد. در مقام فرماندار دولت عمومی، بر جدایی یهودیان از جامعه بیرون، جمع‌آوری آنان در گتوها و بیگاری کشیدن از شهروندان لهستانی نظارت می‌کرد. سال ۱۹۴۲ و پس از ایراد سخنرانی‌هایی در برلین، وین، هایدلبرگ و مونشن و کشمکش قدرت با فریدریش-ویلهلم کروگر، رهبر اس‌اس و پلیس در دولت عمومی، مورد غضب هیتلر قرار گرفت و سمت‌هایش را در خارج از دولت عمومی از دست داد.
شب ۲۹ ژانویه ۱۹۴۴ دولت زیرزمینی لهستان تلاش کرد او را نزدیکی کراکوف ترور کند اما موفق نشد. قطار حامل او که به سمت لویو در حرکت بود بر اثر انفجار ماده منفجره که در مسیر ریل کار گذاشته شده بود، از خط خارج شد اما هیچ‌کس کشته نشد. ژانویه سال ۱۹۴۵ و با پیشروی ارتش سرخ در خاک دولت عمومی، از لهستان گریخت.

## اردوگاه‌های مرگ
بعدها ادعا کرد که فرایند نابودی یهودیان به کلی توسط هاینریش هیملر و اس‌اس کنترل می‌شد و او تا اوایل سال ۱۹۴۴ از وجود اردوگاه‌های مرگ در خاک دولت عمومی مطلع نبوده است. ادعایی که از سوی دادگاه نورنبرگ رد شد. وی در شهادت خود در دادگاه ادعا کرد که ۱۴ بار درخواست استعفای خود را به هیتلر تقدیم کرده اما او نپذیرفته بود.

## دستگیری و محاکمه
روز ۳ می سال ۱۹۴۵ در تگرنزی در جنوب بایرن توسط نیروهای آمریکایی دستگیر شد. پس از دستگیری دو بار تلاش کرد خودکشی کند که هر دو بار ناموفق ماند. دادگاه نورنبرگ وی را به جنایت جنگی محکوم کرد. وی در زمان حضور در نورنبرگ به درخواست و با هدایت کشیش دادگاه به کاتولیسیسم گروید.
وی داوطلبانه ۴۳ جلد از خاطرات شخصی خود را در اختیار متفقین قرار داد که در دادگاه نیز علیه او استفاده شد. در جایگاه شهود به برخی اتهامات خود اعتراف و ابراز پشیمانی کرد و از گناهان خود توبه کرد. 
او و آلبرت اشپر تنها متهمانی بودند که از بابت جنایات‌شان ابراز پشیمانی کردند. وی در همان زمان از طرف متفقین و به خصوص روس‌ها به اعمال بی‌رحمی در دوران جنگ متهم شده بود. روز ۱ اکتبر ۱۹۴۶ به جرم جنایت جنگی و جنایت علیه بشریت به اعدام با طناب دار محکوم و در ۱۶ اکتبر به دار آویخته شد. جنازه وی و ۹ تن دیگر در کنار جنازه هرمان گورینگ که پیش از اعدام خودکشی کرده بود، به اوستفریدهوف فرستاده و سوزانده و خاکستر آن به رود ایسار ریخته شد.

## خاطرات
وی در دوران اسارت، خاطرات خود را با عنوان Im angesicht des galgens (در برابر چوبه دار) نوشت. وی به عنوان وکیل هیتلر، از جزئیات زندگی شخصی وی آگاهی داشت. وی در خاطراتش که در روزهای انتظار وی برای اجرای حکم اعدام نوشته شده است، بیان می‌کند که هیتلر وی را در سال ۱۹۳۰ مأمور بازجویی از خانواده‌اش می‌کند چرا که برادرزاده هیتلر به نام ویلیام پاتریک هیتلر، یک نامه باج‌خواهی برای هیتلر می‌فرستد و او را تهدید می‌کند که حقایق خجالت‌آوری را دربارهٔ او فاش خواهد کرد. فرانک در کتاب خود می‌گوید که در جریان بازجویی‌ها مشخصی می‌شود که ماریا شیکل گروبر مادربزرگ هیتلر پیش از زاییدن پدر هیتلر، به عنوان یک آشپز در خانه یک مرد یهودی به نام لئوپولد فرانکنبرگر کار می‌کرده است. فرانک می‌گوید که از طریق یکی از بستگان هیتلر مطلع شده که مجموعه‌ای از نامه‌ها میان ماریا شیکل گروبر و یکی از اعضای خانواده فرانکنبرگر رد و بدل می‌شده است که در آن‌ها دربارهٔ این که پس از ترک خانواده برای مادربزرگ هیتلر دستمزدی در نظر بگیرند بحث شده است. بر طبق اظهارات فرانک، هیتلر به وی گفته که این نامه‌ها ثابت نمی‌کند که پسر فرانکنبرگر پدربزرگ او بوده است اما شاید مادربزرگش صرفاً از فرانکنبرگر اخاذی می‌کرده تا فاش نکند که فرزندش حرامزاده است.
فرانک توضیحات هیتلر را می‌پذیرد اما اضافه می‌کند که ممکن است هیتلر رگی یهودی نیز داشته باشد. اما خود او فکر می‌کند که این‌طور نیست و اضافه می‌کند که از کلیت رفتار هیتلر این حقیقت آشکار می‌شود که وی هیچ رگ یهودی ندارد و وجود شواهد به وضوح شفاف نشان می‌دهد که دیگر نیازی به گفتن در این باره نیست.
با توجه به این نکته که تمامی یهودیان در قرن پانزدهم میلادی از استان اشتایرمارک اخراج شده بودند و تا دهه ۱۸۶۰ اجازه ورود به آن‌جا را پیدا نکرده بودند، بنابراین تاریخ‌دانانی هم‌چون یان کرشاو و بریگیته‌هامان معتقدند که قضیه خانواده فرانکنبرگر بی‌اساس است، به خصوص آن که هیچ‌کس جز فرانک در این باره چیزی نگفته است. به غیر از اظهارات فرانک، هیچ مدرک دیگری مبنی بر وجود شخصی به نام لئوپولد فرانکنبرگر در دهه ۱۸۳۰ در گراتس وجود ندارد. هم‌چنین داستان فرانک دارای اشکالاتی است نظیر اینکه وی در خاطرات خود می‌گوید که ماریا شیکل گروبر در لئوندینگ در نزدیکی لینتس زاده شده در حالی که وی جایی در نزدیکی روستای دولرسهایم زاده شده است. برخی اینطور اظهار می‌کنند که فرانک (که پس از ۱۹۴۵ از ناسیونال سوسیالیسم روی برگردانده بود اما هم‌چنان ضدیهود بود) ادعای داشتن یک رگ یهودی در هیتلر را جعل کرده تا بتواند بگوید هیتلر یک یهودی بوده نه یک آریایی، و از این طریق جنایات رایش سوم را بر گردن هیتلر یهودی بیندازد. در همین راستا، در سال ۱۹۸۲ نامه‌ای از طرف یک مرد آلمانی ساکن عربستان سعودی به یک روزنامه سعودی فرستاده شد که در آن نامه، مرد آلمانی صحت ادعای فرانک را تأیید کرده بود و هیتلر را یک یهودی خوانده بود و گفته بود که یهودیان باید بابت تخریب آلمان به آلمانی‌ها غرامت بپردازند.
اما تاریخ‌نگار آمریکایی ران روزنباوم دلیل دیگری را برای داستان فرانک می‌آورد:
"در روی دیگر سکه، شکل دیگری از فرانک در بدکاری زیرکانه ظاهر می‌شود، که این تصویر به کلی از طرف نیکلاس فرانک، فرزند هانس فرانک است که در کتاب خاطرات خود (در سایه رایش) پدرش را بزدلی پست و ضعیف توصیف می‌کند، اما نه بدون زیرکی مهربانانه حیوانی، غریزه‌ای برای دروغ‌گویی و خودبزرگ‌سازی. برای چنین هانس فرانکی که به دلیل پیروی از هیتلر با چوبه دار روبه‌رو بود، جعل چنین داستانی راهی زیرکانه برای تضمین جایگاه خود در تاریخ به عنوان مردی که کلید مخفی راز روح و روان هیتلر را به جهانیان داده بود، است..".

## خانواده
روز ۲ آوریل ۱۹۲۵ با بریگیته هربست ۲۹ ساله اهل فرست ازدواج کرد. مراسم عروسی در مونشن برگزار شد. حاصل این ازدواج ۵ فرزند با نام‌های زیگرید، نورمان، بریگیته، میشائیل و نیکلاس بود. رابطه میان او و همسرش سال به سال سردتر می‌شد تا آن که در سال ۱۹۴۲ تصمیم به طلاق از همسرش گرفت اما همسرش همه‌چیزش را برای نگه‌داشتن این ازدواج داد تا بتواند هم‌چنان بانوی اول دولت عمومی باشد.